# Дуван-Мечетліно
Дува́н-Мечетліно́ (рос. Дуван-Мечетлино, башк. Дыуан-Мәсетле) — село у складі Мечетлінського району Башкортостану, Росія. Адміністративний центр Дуван-Мечетлінської сільської ради.
Населення — 681 особа (2010; 669 в 2002).
Національний склад:
- башкири — 100 %